# Осінній день… (альбом)
Осінній день… — дебютний студійний альбом співачки Ольги Богомолець. Здебільшого за віршами поетеси Ліни Костенко, але і за власними також. Випущений 1997 року лейблом «UKRmusic».

## Композиції
1. «Недумано, негадано..»
2. «Напитись голосу..»
3. «Папороть»
4. «Чоловіче мій»
5. «Двори стоять»
6. «Не приходь»
7. «І як тепер»
8. «Між іншим»
9. «Зупинись»
10. «І не минає»
11. «Ой, Андрійку»
12. «Поворожи собі..»
13. «Осінній день»
14. «Я святкую життя»
15. «Ходить ніч»
16. «Ой, леле-лелеко»
17. «Саксофон»
18. «В дні прожиті»
19. «Очима ти сказав..»
20. «Карпати»

Музика — Ольга Богомолець, слова — переважно Ліна Костенко і Ольга Богомолець.